# Ступськ
Ступськ (пол. Stupsk) — село в Польщі, у гміні Ступськ Млавського повіту Мазовецького воєводства.
Населення — 756 осіб (2011).
У 1975-1998 роках село належало до Цехановського воєводства.

## Демографія
Демографічна структура станом на 31 березня 2011 року:
|          | Загалом | Допрацездатний вік | Працездатний вік | Постпрацездатний вік |
| -------- | ------- | ------------------ | ---------------- | -------------------- |
| Чоловіки | 384     | 81                 | 263              | 40                   |
| Жінки    | 372     | 71                 | 216              | 85                   |
| Разом    | 756     | 152                | 479              | 125                  |